# 劉興居
劉 興居（りゅう こうきょ、? - 紀元前177年）は、前漢の皇族。済北王に封じられた。父は高祖劉邦の長男の斉悼恵王劉肥。兄は斉哀王劉襄・城陽景王劉章。

## 略歴
呂后6年（紀元前182年）、劉興居は東牟侯に封じられた。長安に居住し、呂后8年（紀元前180年）に呂后が死亡すると兄の朱虚侯劉章と共に漢の大臣と内応し、呂氏を打倒して兄の斉王劉襄を皇帝の座に就けようとした。
呂氏の乱にて呂氏が周勃や劉章らの力で打倒され、文帝を擁立することとなった際、劉興居は「呂氏を誅殺する上で私は功績がありませんので、太僕の夏侯嬰と共に宮殿を清めたいと思います」と申し出た。そこで呂后に擁立されていた少帝弘らを宮殿から連れ出し、文帝を迎え入れた。
呂氏を打倒する際、劉章の功績が大きかったので、漢の大臣たちは劉章を趙全体の王、劉興居を梁全体の王にすることを許していた。しかし、文帝は劉章・劉興居が兄の斉王を皇帝に立てようとしていたことを知ると、その恩賞を与えず、文帝前2年（紀元前178年）に劉章を斉国から分割した城陽王、劉興居を同じく済北王に封建するにとどめた。そのため、劉章・劉興居は職を失い功績を奪われたと思った。
その一年余りの後、城陽王劉章は死亡した。その折、匈奴が辺境に大挙して侵入したため、漢も大軍を出し、丞相灌嬰が兵を率いて匈奴を討ち、文帝も太原まで自ら出向くこととなった。劉興居は文帝自らが匈奴を討つと考え、好機と見て挙兵して漢に背いた。しかし文帝はそれを知ると兵を還して長安へ戻り、柴武を大将軍に任命して済北王劉興居を討たせた。
文帝前3年（紀元前177年）、劉興居は撃破されて捕らえられ、自殺した。劉興居の反乱に与した者は赦免された。
劉興居の兄弟ら4人の王は23年後の紀元前154年に呉楚七国の乱を起こした。